# オリベンサ
オリベンサ（スペイン語: Olivenza、ポルトガル語: Olivença）は、スペイン・エストレマドゥーラ州バダホス県のムニシピオ（基礎自治体）。ポルトガルとの国境に位置する。

## 地理
オリベンサはグアディアーナ川東岸に位置し、バダホスの南24km地点にある。ジャーノス・デ・オリベンサ郡にあり、その中心自治体である。またオリベンサ司法管轄区の中心自治体でもある。バダホス、バルベルデ・デ・レガネス、バルカロータ、イゲーラ・デ・バルガス、アルコンチェル、タリガ（以上スペイン）、アランドアル、エルヴァス（以上ポルトガル）の各自治体と隣接する。オリベンサは1297年から1801年まではポルトガルに属しており、そのため、ポルトガルはスペインの主権を認めていない。

### 地区
- サン・ベニート・デ・ラ・コンティエンダ（San Benito de la Contienda）
- サン・フランシスコ・デ・オリベンサ（San Francisco de Olivenza）
- サン・ホルヘ・デ・アロール（San Jorge de Alor）
- サン・ラファエル・デ・オリベンサ（San Rafael de Olivenza）
- ビジャレアル（Villarreal）
- サント・ドミンゴ（Santo Domingo）

### 人口
| オリベンサの人口推移 1900－2010                         |
|                                                         |
| 出典:INE（スペイン国立統計局）1900年 - 1991年、1996年 - |

## 歴史

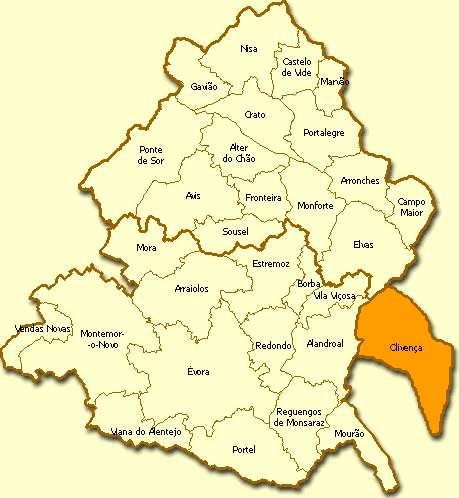
ポルトガル領として考えた時のオリベンサの位置

オリベンサの街の起源は13世紀半ば、1230年以降にこの地を授けられたテンプル騎士団による再植民に始まる。摂政マリア・デ・モリーナ（フェルナンド4世の母）時代の1297年、アルカニセス条約によってポルトガル王ディニス1世へオリベンサの領有権が譲渡された。
1297年以来ポルトガル領であったが、1801年のバダホス条約でスペインに割譲され、バダホス県に編入された。1815年のウィーン会議でポルトガルはバダホス条約の取り消しとオリベンサの返還を求めた。現在、同地域を巡っての紛争は起こっていないが、現在でもポルトガル政府としてはオリベンサの返還を求めている。

## 言語
言語学者レイテ・デ・ヴァスコンセーロス（Leite de Vasconcelos）によると、19世紀末にはオリベンサの住民は二言語併用者であったという。市街地から離れた集落の住民たちはポルトガル語のみを使用していたが、1960年代には集落においても二言語併用状態となった。
また、市街地においても1940年代まではポルトガル語が優勢であったが、これ以降の世代はスペイン語で話すことを子供たちに教え始め、21世紀の現在、1940年代以前に生まれたもの同士の会話で話されることはあるものの、この地のポルトガル語（Portugués oliventino）は事実上消滅してしまった。